# Hades Almighty
Hades Almighty — блэк-метал-группа из Норвегии, основанная в 1992 году. До 1998 года группа была известна под названием Hades. Дискография группы насчитывает 4 полноформатных альбома.

## История
Группа была основана в 1992 году бывшим гитаристом Immortal Йёрном Инге Тунсбергом и барабанщиком Реми Андерсеном. Вскоре к ним присоединились вокалист Ян Отто Гармаслунд и гитарист Вильгельм Нагел. В таком составе группа выпустила демозапись «Alone Walkyng».
На рождество 1992 года Йёрн Тунсберг вместе с музыкантом Варгом Викернесом сжёг Старую церковь Асане. Тунсберг был признан виновным в поджоге и приговорен к двум годам тюремного заключения. 
В 1994 году группа выпустила свой дебютный альбом, получивший название «…again shall be». В том же году Нагел ушел из группы и его сменил Стиг Хагенес. В 1997 году вышел второй альбом — «Dawn of the Dying Sun», после выпуска которого группа активно гастролировала по Европе, Мексике и США. В сентябре 1998 года группа сменила своё название на Hades Almighty и в 1999 выпустила альбом «Millenium Nocturne». Вслед за выходом альбома группа провела европейский тур вместе с Immortal, Primordial, Mayhem и Benediction.
В 2001 году вышел «The Pulse Of Decay». Альбом был записан без Стига Хагенеса, который незадолго до этого ушел из жизни.
В 2004 году Hades Allmighty заключили контракт с Dark Essence Records и выпустили переиздание своего альбома 2001 года «The Pulse Of Decay» с дополнительными материалами — кавером на песню Manowar «Each Dawn I Die» и DVD секцией, содержащей видеоклип на песню «Submission Equals Suicide».
В мае 2014 года музыканты сообщили, что ведут работу над новым альбомом. В октябре того же года вокалист и басист Ян Отто Нармаснунд покинул группу. Тунсберг и Андерсен заявили, что продолжают работу и планируют выход альбома на 2015 год.
24 апреля 2015 года музыканты объявили, что новым вокалистом группы стал Аск Тай, известный своим участием в группах Kampfar и Kraków. Помимо этого было заявлено, что новым диском Hades Almighty станет EP под названием «Pyre Era, Black!», вслед за которым последует полноформатный альбом.

## Участники
- Йёрн Инге Тунсберг — гитара, клавишные
- Реми Андерсен — ударные
- Аск Тай — вокал

### Бывшие участники
- Вильгельм Нагел (1992-1994) — гитара
- Стиг Хагенес (1994-1999) — гитара
- Ян Отто Гарманслунд (1992-2014) — вокал, бас-гитара, клавишные

## Дискография
Полноформатные альбомы
- ...Again Shall Be (1994)
- Dawn of the Dying Sun (1997)
- Millenium Nocturne (1999)
- The Pulse Of Decay (2001)

Другие релизы
- Alone Walkyng (1993, демо)
- Jhva Elohim Meth / Alone Walkyng (1996, сплит с Katatonia)
- Pyre Era, Black! (2015, мини-альбом)
- Той, хто говорить з імлою / Pyre Era, Black! (2016, сплит с Drudkh)